# Miniere di Gares
Le miniere di Gares furono un modesto complesso minerario in attività dal 1450 al 1748, dal quale venivano estratti principalmente minerali di rame e ferro. 

## Geografia
Nell'area compresa tra l'alta Valle di Gares e la Valle di San Lucano si ritrovano rocce in cui in tempi geologici si depositarono solfuri di ferro e di rame. Questi minerali, presenti in modeste proporzioni, furono tuttavia in passato oggetto di interesse estrattivo. 
Gli scavi minerari furono realizzati poco sotto la Casera Cesurette, sulle pendici del Sass Negher, un massiccio di roccia vulcanica ben visibile dal centro abitato.

## Storia
Furono di fondamentale importanza per l'economia del paese di Canale, in quanto favorirono la sua economia e resero possibile l'edificazione della chiesa della frazione nuova di Gares. Erano di proprietà della famiglia Remondini di Bassano del Grappa.

### Le miniere antiche
Le miniere consistevano in due gallerie principali. Una galleria misura uno sviluppo di 60 metri e l'altra 25 metri. Anche se probabilmente vi erano altre gallerie che non sono ancora state accertate.
In fondo alla galleria più profonda sono presenti antichi ponteggi in legno risalenti all'ultimo periodo estrattivo, che quindi risultano avere almeno circa 250 anni. La roccia nella quale sono scavate le gallerie è assai solida e compatta, e non si notano segni di cedimento o parti friabili.

### Le miniere oggi
Al giorno d'oggi le miniere di Gares sono in uno stato di completo abbandono. Le entrate delle gallerie principali sono state sbarrate per non far entrare degli inesperti avventurieri. 
La galleria mineraria localizzata a quota 1880, sul versante occidentale del Sass Negher, presso Malga Valbona, è stata esplorata da esperti nell'estate del 2010.